# Ibakliwin

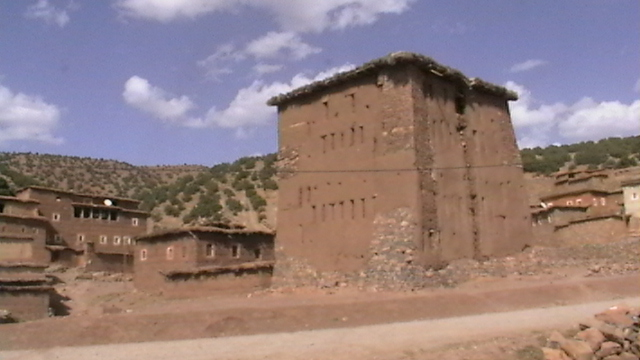
Ibakliwin – Lehmhäuser und turmartige Speicherburg (agadir)

Ibakliwin (auch Ibaqalliwn oder Ibaqlioun) ist ein kleines von Berbern bewohntes Bergdorf mit etwa 300 Einwohnern und ca. 50 Häusern im Aït Bougoumez-Tal auf der Nordseite des Hohen Atlas in der Provinz Azilal (Region Béni Mellal-Khénifra), Marokko. Das Dorf ist Teil der Landgemeinde (commune rurale) von Tabant.

## Lage
Ibakliwin liegt am Südrand des etwa 30 Kilometer langen und ca. 1800 Meter hoch gelegenen Aït Bouguemez-Tals. Entlang des Tals und zumeist auf steinigen Böden gruppieren sich weitere 30 Dörfer – darunter auch das etwa 2 km westlich gelegene Tabant oder das ca. 5 km westlich gelegene Timit. Der Ort ist mit Kleinbussen oder Pkw von der ca. 80 km (Fahrtstrecke) entfernten Provinzhauptstadt Azilal aus über eine asphaltierte, allerdings kurvenreiche Straße gut zu erreichen.

## Landschaft
Das Tal wird nach Süden hin begrenzt durch die bis ins späte Frühjahr (auf der Nordseite manchmal bis Juni) hinein schneebedeckten Gipfel des Jbel-M’Goun-Massivs, deren Schmelzwässer eine dauerhafte und ganzjährige Wasserversorgung der Menschen, der Tiere und der Anbauflächen sicherstellen. Auf diese Weise sind manchmal sogar zwei Ernten möglich, was dem Tal auch den Beinamen „Glückliches Tal“ eingebracht hat.

## Wirtschaft
Die Wirtschaft des abgelegenen, aber fruchtbaren Tals war jahrhundertelang auf Selbstversorgung und Autarkie ausgerichtet; Märkte waren schlichtweg zu weit entfernt. Ein System strenger Kontrollen (agdal), welches sich strikt an der Verfügbarkeit, am individuellen Bedarf und am gemeinschaftlichen Nutzen der natürlichen Ressourcen (Wasser, Boden, Holz etc.) orientiert, ermöglicht den Bewohnern des Hochtals auch heute noch ein erfolgreiches und nachhaltiges Überleben.

## Sehenswürdigkeiten
- Ibakliwin hat noch viel von seinem ursprünglichen Charakter bewahrt: Einige der Lehmbauten sind noch bewohnt und manchmal spielt sich ein Teil des häuslichen Lebens (Essensvorbereitung, Kochen, Brotbacken, Flecht- und Webarbeiten etc.) noch vor der Haustür ab. In den meisten anderen Dörfern des Tals sind viele alte Häuser bereits durch Neubauten mit Wänden aus Hohlziegeln, Decken aus Beton und Satellitenschüsseln auf den Dächern ersetzt, was unmittelbaren Einfluss auf das Zusammenleben der Menschen hat – die gegenseitige Abschottung nimmt zu.
- Am Ortsrand steht ein auf quadratischem Grundriss erbauter und mit vielen Lüftungsschlitzen, die auch als Schießscharten verwendet werden konnten, versehener turmloser Wehr- und Speicherturm (agadir), dessen Inneres den Bewohnern bei Angriffen verfeindeter Nachbardörfer oder umherziehender Nomaden Schutz bot. Außerdem konnten hier Wertgegenstände, d. h. Ackergerätschaften aus Metall, Waffen etc. sowie Lebensmittel sicher gelagert werden.
- Auf einem nahegelegenen Felsen finden sich regelmäßig angeordnete Einbuchtungen, die als Fußabdrücke von Dinosauriern gedeutet werden.

## Trekking
Von lokalen Veranstaltern werden geführte Wander- und Trekking-Touren angeboten; beinahe ganzjährig ist auch die Besteigung des M'Goun-Massivs (4071 m) und anderer Berge möglich.